# Дубона
Дубона је насеље у Градској општини Младеновац у Граду Београду. Према попису из 2022. било је 827 становника.

## Историја
Дубона је старије насеље. Западно од села постоји селиште у чијој су близини била два „маџарска гробља“, са којих је однето камење за манастир Рајиновац у срезу грочанском. Предање вели да је у дворишту Маринка Арсинога била некада црква, али се не зна чија. У близини Слатине су места Камење где има рупа, за које се мисли да су били подруми или дућани, и Пазариште, за које се мисли да је ту било село или варош. У Стручици су налазили златан новац и друге предмете. Најзад северно од Слатине је место Ћелије, за које се мисли да је ту некада био манастир. На основи свих ових података може се претпоставити да је овде постојало старије насеље од Дубоне.
По причању старијих људи Дубона је основана после Кочине Крајине. Писаних помена о овоме селу имамо тек из првих десетина 19. века. У арачким списковима из тога времена помиње се Дубона која је имала 1818. године 30 кућа, када је, по предању, село попаљено, остало је само око 9 до 11 кућа. По попису из 1921. године Дубона је илала 274 куће са 1595 становника.
По предању најстарији су досељеници Бјелушани (данас са разним презименима) старином из околине Ужица. Доцније је дошао неки старац Јанко из Забојнице (Гружа) и од њега су: Петронићи, Павловићи, Јовановићи и Илићи. За Јанком је дошао из Љуљака (Гружа) Глиша предак Глишића (који су се до скора презивали Оташевићи). Остале породице такође досељене. Петровићи су потомци једнога досељеника из Влашке, Хајдук Вељковића су потомци Хајдук Вељкових рођака, Блажићи су из „Арнаутлука“ , Павловићи-Шушкићи и Костићи су потомци досељеника од Ниша. Од Симића, који припадају породици Бјелушана, неки Јован оженио се из Јагњила и жена му је довела два пасторка од којих су данашњи Новаковићи и Радивојевићи. (подаци крајем 1921. године).

### Масакр у Дубони и Малом Орашју
Током 4, маја 2023. године, двадесетогодишњи младић из Дубоне је извршио вишеструко убиство у Дубони и Малом Орашју, где је убио 9, а покушао да убије још 20 људи, од којих је 12 ранио. У Дубони је убијено 3, док је у оближњем Малом Орашју убијено 6 младих људи.

## Демографија
У насељу Дубона живи 932 пунолетна становника, а просечна старост становништва износи 43,5 година (42,1 код мушкараца и 45,1 код жена). У насељу има 332 домаћинства, а просечан број чланова по домаћинству је 3,43.
Ово насеље је у великим делом насељено Србима (према попису из 2002. године), а у последња три пописа, примећен је пад у броју становника.
|  |

| Демографија | Демографија | Демографија |
| Година      | Становника  | Становника  |
| ----------- | ----------- | ----------- |
| 1948.       | 1.916       |             |
| 1953.       | 1.875       |             |
| 1961.       | 1.767       |             |
| 1971.       | 1.573       |             |
| 1981.       | 1.445       |             |
| 1991.       | 1.383       | 1.346       |
| 2002.       | 1.139       | 1.181       |

| Етнички састав према попису из 2002.‍ | Етнички састав према попису из 2002.‍ | Етнички састав према попису из 2002.‍ | Етнички састав према попису из 2002.‍ | Етнички састав према попису из 2002.‍ |
| ------------------------------------ | ------------------------------------ | ------------------------------------ | ------------------------------------ | ------------------------------------ |
|                                      |                                      |                                      |                                      |                                      |
| Срби                                 | Срби                                 |                                      | 1.131                                | 99,29%                               |
| Македонци                            | Македонци                            |                                      | 3                                    | 0,26%                                |
| непознато                            | непознато                            |                                      | 5                                    | 0,43%                                |

| Година пописа     | 1948. | 1953. | 1961. | 1971. | 1981. | 1991. | 2002. |
| ----------------- | ----- | ----- | ----- | ----- | ----- | ----- | ----- |
| Број домаћинстава | 381   | 388   | 402   | 386   | 370   | 366   | 332   |

| Број чланова      | 1  | 2  | 3  | 4  | 5  | 6  | 7  | 8 | 9 | 10 и више | Просек |
| ----------------- | -- | -- | -- | -- | -- | -- | -- | - | - | --------- | ------ |
| Број домаћинстава | 64 | 71 | 50 | 45 | 48 | 27 | 20 | 4 | 2 | 1         | 3,43   |

| Пол    | Укупно | Неожењен/Неудата | Ожењен/Удата | Удовац/Удовица | Разведен/Разведена | Непознато |
| ------ | ------ | ---------------- | ------------ | -------------- | ------------------ | --------- |
| Мушки  | 488    | 113              | 323          | 33             | 19                 | 0         |
| Женски | 471    | 51               | 321          | 91             | 8                  | 0         |
| УКУПНО | 959    | 164              | 644          | 124            | 27                 | 0         |

| Пол    | Укупно                    | Пољопривреда, лов и шумарство | Рибарство                            | Вађење руде и камена | Прерађивачка индустрија       |
| ------ | ------------------------- | ----------------------------- | ------------------------------------ | -------------------- | ----------------------------- |
| Мушки  | 348                       | 233                           | 0                                    | 0                    | 70                            |
| Женски | 228                       | 188                           | 0                                    | 0                    | 13                            |
| УКУПНО | 576                       | 421                           | 0                                    | 0                    | 83                            |
| Пол    | Производња и снабдевање   | Грађевинарство                | Трговина                             | Хотели и ресторани   | Саобраћај, складиштење и везе |
| Мушки  | 1                         | 2                             | 9                                    | 0                    | 8                             |
| Женски | 0                         | 0                             | 6                                    | 1                    | 0                             |
| УКУПНО | 1                         | 2                             | 15                                   | 1                    | 8                             |
| Пол    | Финансијско посредовање   | Некретнине                    | Државна управа и одбрана             | Образовање           | Здравствени и социјални рад   |
| Мушки  | 2                         | 8                             | 5                                    | 2                    | 6                             |
| Женски | 2                         | 1                             | 1                                    | 5                    | 8                             |
| УКУПНО | 4                         | 9                             | 6                                    | 7                    | 14                            |
| Пол    | Остале услужне активности | Приватна домаћинства          | Екстериторијалне организације и тела | Непознато            | Непознато                     |
| Мушки  | 1                         | 0                             | 0                                    | 1                    | 1                             |
| Женски | 2                         | 0                             | 0                                    | 1                    | 1                             |
| УКУПНО | 3                         | 0                             | 0                                    | 2                    | 2                             |